# Pier-Sante Cicala
Pier-Sante Cicala (14 febbraio 1664 – 29 dicembre 1727) è stato un pittore italiano.
Quando era giovane gli furono conferiti gli ordini minori dal Monsignor Faelulfi, però poco dopo cambiò idea. Iniziò a studiare pittura, architettura civile e militare con il capitano Celso Saccoccia. I suoi dipinti ritraevano rami di alberi, uccelli, frutta e molto altro. Morì il 29 dicembre del 1727.